# 心希
心希（しんの、2008年12月5日 - ）は、日本の女性プロレスラー。山口県出身。身長164cm、体重50kg。
マリーゴールド所属。母は元プロレスラーの大向美智子。

## 所属
- マリーゴールド（2025年 - ）

## 経歴
元々はアイドルを目指していたが、2024年1月12日のアルシオン復活興行で限定復帰した母の姿を見て、プロレスラーを目指すようになった。

### マリーゴールド
2024年7月13日、マリーゴールド入団が発表された。
2025年5月4日、後楽園ホール大会において直訴しデビュー戦の相手が桜井麻衣に決定。
2025年5月24日、東京・国立代々木競技場第二体育館「Marigold Shine Forever 2025」大会にてデビュー。桜井麻衣にギブアップ負け。地元・山口の高校に通っているため限定出場となる。